# جريت وول موتورز
سور الصين العظيم للسيارات هي شركة صينية تأسست عام 1984 مملوكة للقطاع الخاص مسجلة في الصين في بورصة هونغ كونغ وحصل على دولار من دولارات هونغ كونغ 1.7 مليار والاستثمارات المالية بعد أكثر من 10 سنوات من النمو السريع التي تراكمت لديها قدرة اقتصادية هائلة ، وأصبحت واحدة من عدد دافعي الضرائب لمدة ثلاث سنوات على التوالي في مدينة باودنغ. ومن بين أكبر 500 شركة من الصين في عام 2004 واحدى من أفضل الماركات الوطنية في صناعة السيارات اتخذ الخطوة الأولى لتصبح شركة عالمية حقيقية من خلال تصدير على المنافسة في السوق الأوروبية في أيلول / سبتمبر 2006 تبيع بالفعل في نحو 60 دولة ومعظمهم من البلدان النامية والبلدان الصادرات تشكل نحو ثلث مبيعات الشركة.

## نماذج
سور الصين العظيم للسيارات متخصصة في النماذج المركبة الحجم الكبير بدءا من السيارات رباعية الدفع من خلال كامل الحجم لسيارات النصف نقل.
سيارات الدفع الرباعي
سور الصين العظيم الآمن
سور الصين العظيم سينغ
سور الصين العظيم بيغاسوس
البيك اب
سور الصين العظيم Wingle
سور الصين العظيم البحار
سور الصين العظيم Socool
دير سور الصين العظيم